# 里卡多·薩利納斯·皮烈哥
里卡多·本傑明·薩利納斯·皮烈哥（西班牙語：Ricardo Benjamín Salinas Pliego，1955年10月19日—）是墨西哥億萬富翁商人，薩利納斯集團的創始人兼董事長，該集團是一家經營電信、媒體、金融服務和零售商店的公司。
2021年2月，他的淨資產估計為136億美元，是墨西哥第3大富豪和全球第172大富豪。

## 外部連結
- Official website （页面存档备份，存于）
- Forbes: Salinas Pliego & Family （页面存档备份，存于）
- Revista Poder: Ricardo Salinas Pliego